# Малошаріпово
Малошарі́пово (рос. Малошарипово, башк. Бәләкәй Шәрип) — присілок у складі Мелеузівського району Башкортостану, Росія. Входить до складу Араслановської сільської ради.
Населення — 237 осіб (2010; 280 в 2002).
Національний склад:
- башкири — 98%